# North Yorkshire Police
North Yorkshire Police – brytyjska formacja policyjna, pełniąca funkcję policji terytorialnej na obszarze hrabstwa ceremonialnego North Yorkshire. Według stanu na 31 marca 2012, formacja liczy 1402 funkcjonariuszy.

## Galeria

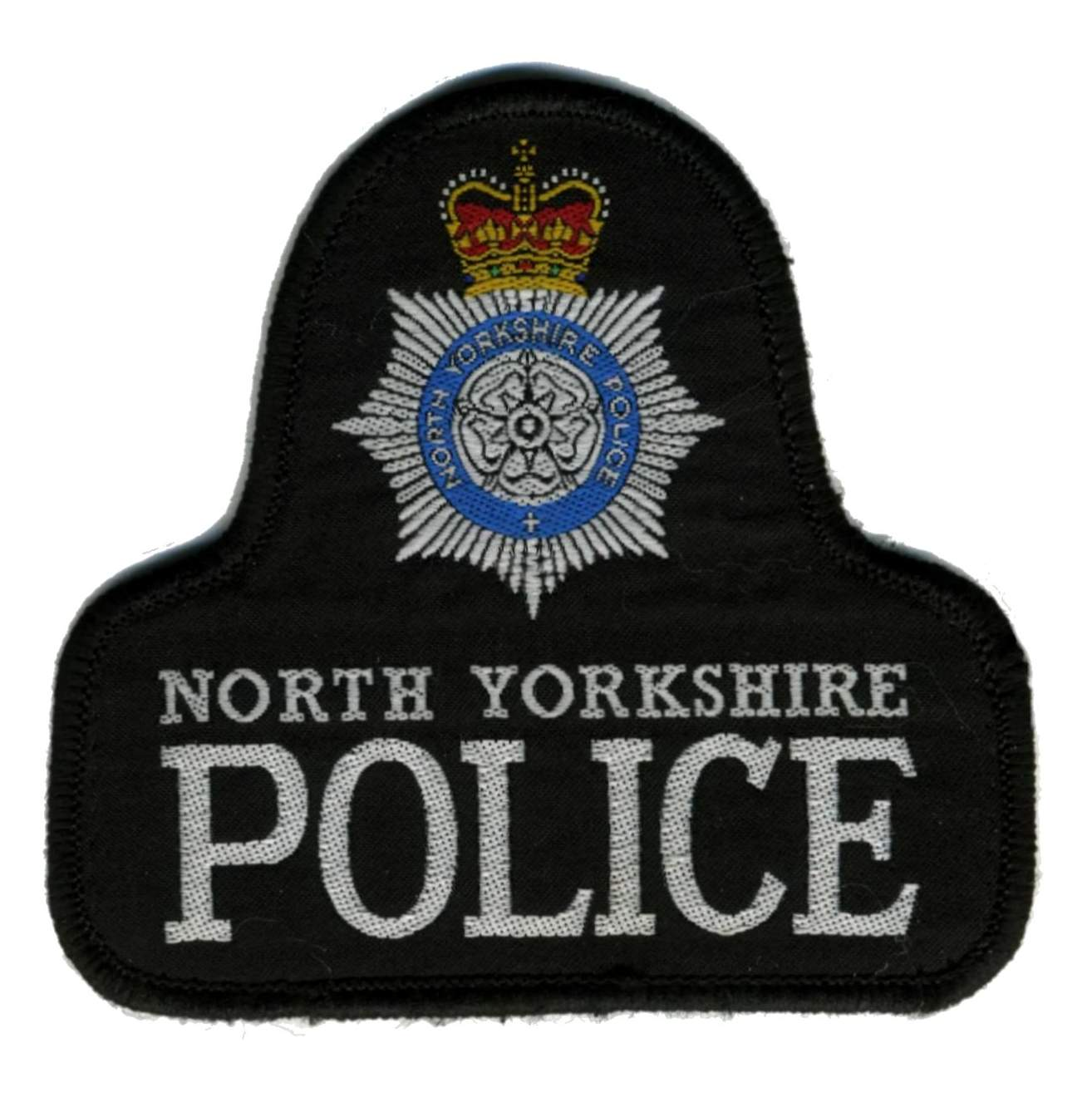
Naszywka mundurowa
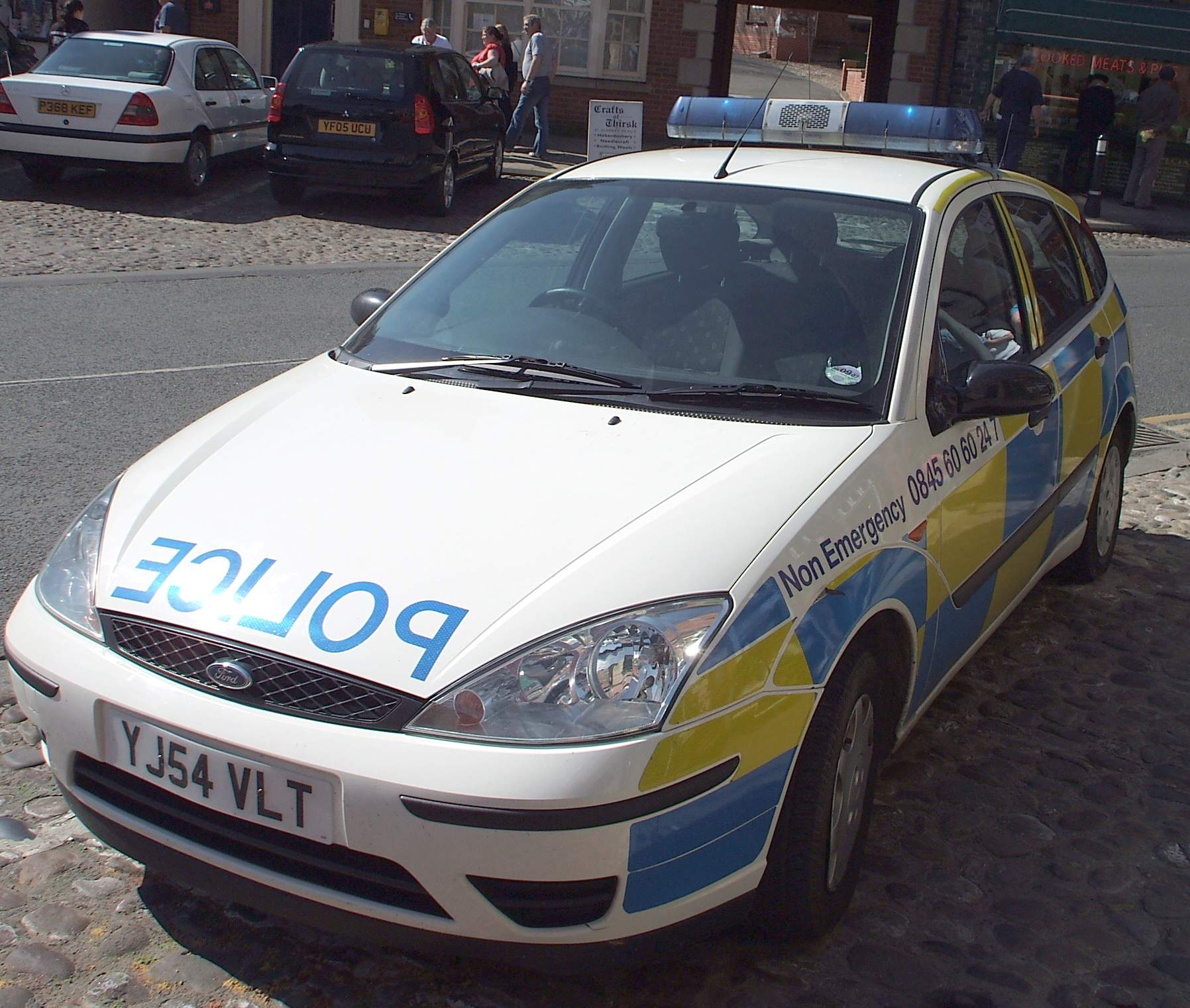
Radiowóz Ford Focus
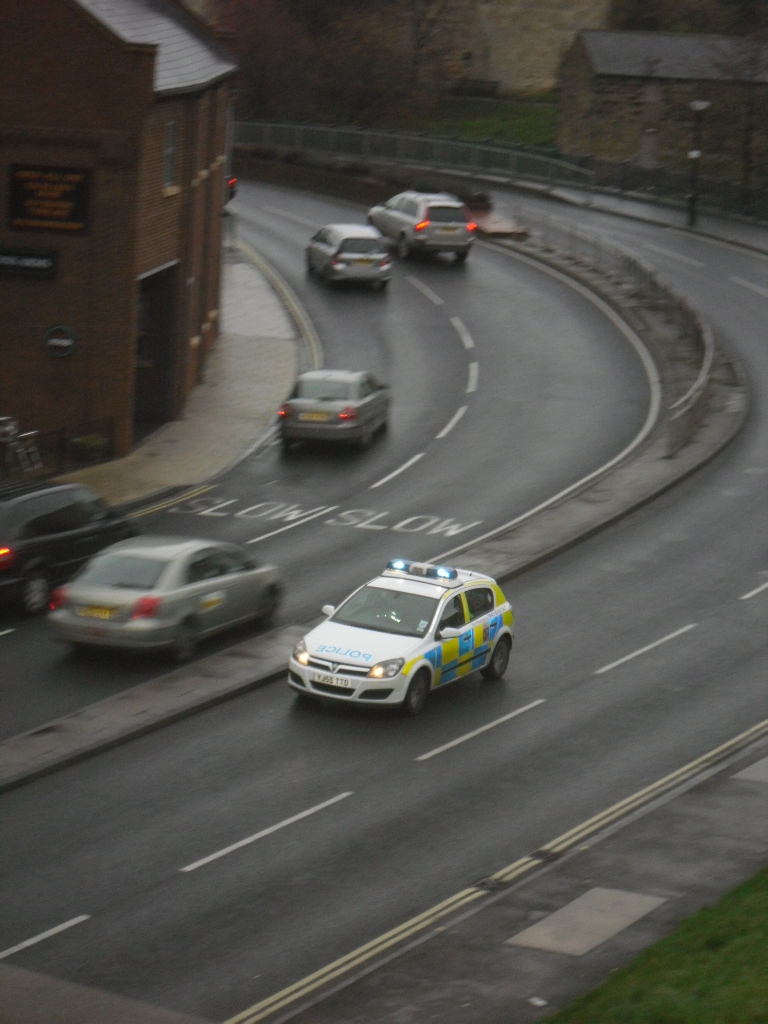
Radiowóz Vauxhall Astra jadący na sygnale w Yorku
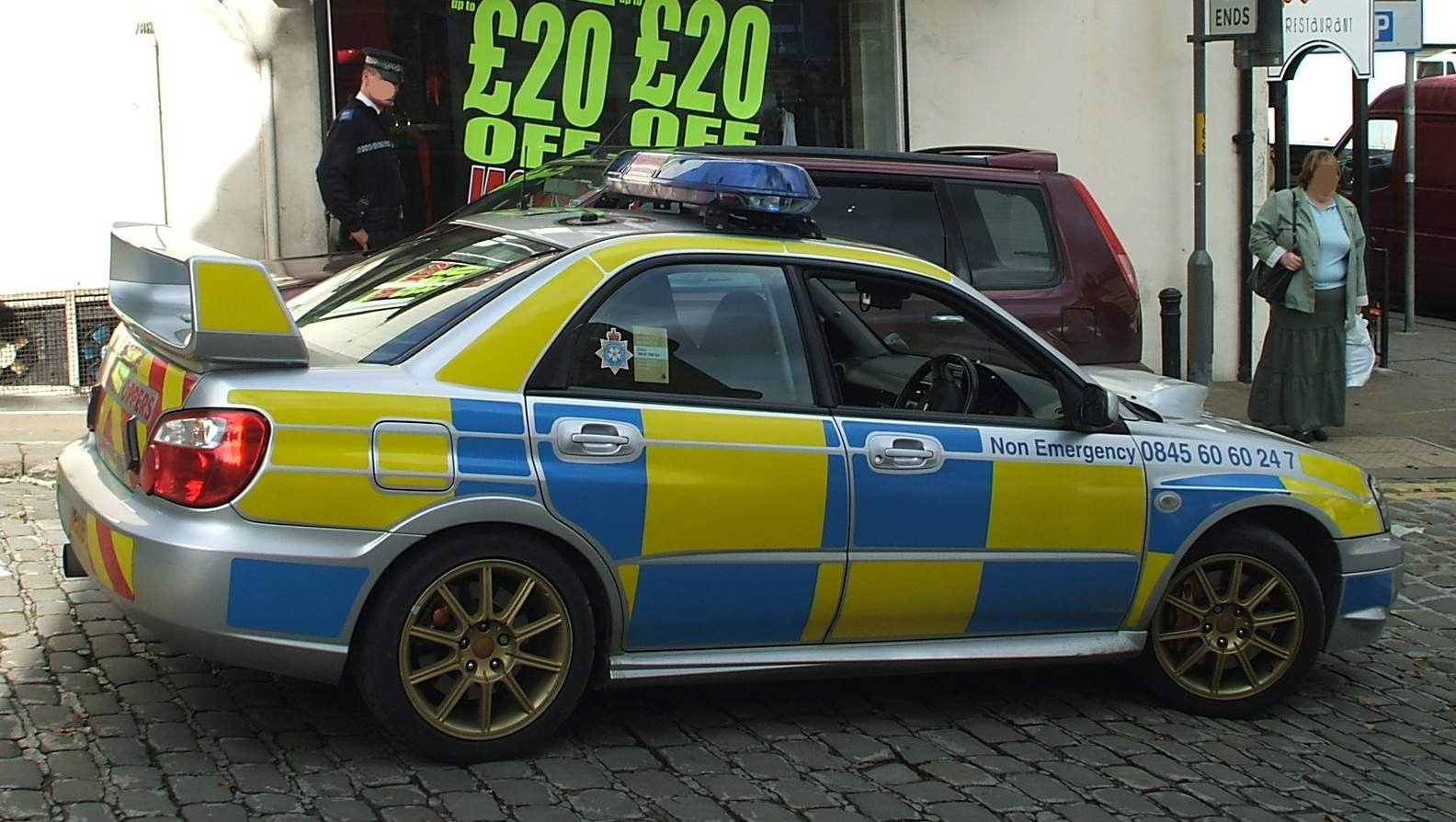
Radiowóz Subaru Impreza